# 第三章：罪孽
〈第三章：罪孽〉（英語：Chapter 3: The Sin）是美國太空歌劇網路電視劇《曼達洛人》第一季的第三集，本集由整劇的節目統籌強·法夫洛編劇，黛博拉·周執導，於2019年11月22日在Disney+上線。佩德羅·帕斯卡領銜出演男主角曼達洛人，他是一名孤獨的槍手和賞金獵人，將目標孩子交付給神秘客戶。

## 劇情
曼達洛人將孩子交付給客戶，得到20塊曼達洛鐵的酬金。他詢問客戶將怎樣處理孩子，但是沒有得到回應。他返回曼達洛一族的秘密基地，再次找到軍械員，用獲得的鐵塊打造一副完整的鎧甲，剩餘部分留給將來長大的曼達洛孤兒使用。另一名曼達洛人譴責他為銀河帝國的特工做事，因為正是銀河帝國造成曼達洛一族如今需要東躲西藏的困境。軍械員制止了兩人的爭執。曼達洛人回到公會，從格里夫·卡加口中得知客戶為了確保抓獲孩子，對所有賞金獵人發放了追蹤器。曼達洛人詢問卡加是否知道客戶對孩子的計劃，卡加表示關心客戶的私事違背公會守則。卡加建議他忘記這件事，放鬆一段時間，但是曼達洛人堅持繼續接單。
曼達洛人經過良久思考之後，在飛船啟動前的最後一刻，仍不忍心拋棄孩子。他再次闖入客戶的藏身之地，殺死多名殘餘的帝國風暴兵，將孩子從實驗室解救出來。潘興博士告訴曼達洛人在他到來之前，自己想方設法保住了孩子的性命。曼達洛人帶著孩子返回飛船的途中遭遇格里夫·卡加帶領眾多賞金獵人的伏擊，他們要求曼達洛人交出孩子。儘管敵我力量懸殊甚大，曼達洛人依然選擇抵抗。雙方激烈交火之後，曼達洛人漸漸陷入困境。其他曼達洛一族的成員前來增援，掩護曼達洛人和孩子駕駛飛船離開。

## 製作

### 開發
本集由黛博拉·周執導，她是《星際大戰》真人影視系列的第一位女導演。節目統籌強·法夫洛為本集執筆劇本，他還為帕茲·維茲拉配音。

### 選角
2018年12月12日，卡爾·韋瑟斯、歐梅德·阿布塔和韋納·荷索加入主演陣容。同月，艾蜜莉·史瓦洛確定出演軍械員。
布倫丹·韋恩（Brendan Wayne）和拉夫·克羅德是佩德羅·帕斯卡的特技替身演員。泰特·弗萊徹（Tait Fletcher）出演帕茲·維茲拉，該角色由強·法夫洛配音。吉恩·弗里曼（Gene Freeman）是卡爾·韋瑟斯的特技替身演員。孩子的動作由多名傀儡师完成。

### 音樂
| 評論得分 | 評論得分 |
| 來源     | 評分     |
| -------- | -------- |
| Allmusic | [ 11 ]   |

《曼達洛人》的音樂原聲帶由魯德溫·葛瑞森作曲，每集相應的音樂原聲帶數字版於播出當日在亞馬遜和iTunes上發行。
| 曲序     | 曲目                | 时长  |
| -------- | ------------------- | ----- |
| 1.       | A New Day           | 5:30  |
| 2.       | Mandalore Way       | 3:21  |
| 3.       | Signet Forging      | 2:02  |
| 4.       | Second Thoughts     | 4:19  |
| 5.       | Whistling Bird      | 2:22  |
| 6.       | Mando Rescue        | 2:14  |
| 7.       | I Need One of Those | 1:34  |
| 总时长： | 总时长：            | 21:22 |

## 迴響
〈第三章：罪孽〉受到了正面好評。本集在影視匯總媒體點評網站爛番茄上獲得93%的新鮮度，8.31/10分（30位劇評人）。該網站對本集的關鍵共識寫道：「導演黛博拉·周將（大量槍戰場面的）動作戲加入本集之中，在本集中高效振奋地推進《曼達洛人》的故事」。網站編輯泰勒·赫斯科（Tyler Hersko）表示：「《曼達洛人》在前三集中確立了故事前提，並刻畫了大部分主要角色。在本季剩餘幾集中這些元素是否會向有趣的（並且希望是有創造性的）方向發展，還有待觀察」。

## 備註
1. ↑  艾蜜莉·史瓦洛（英语：Emily Swallow）在片尾演員名單中被標記為客串主演。

## 資料來源
1. ↑  Tyler, Jacob. . Geeks WorldWide. 2019-10-18  [2019-11-23]. （原始内容存档于2019-10-23）.
2. ↑  Sepinwall, Alan. . Rolling Stone. 2019-11-22  [2019-11-23]. （原始内容存档于2019-11-23）.
3. ↑  . Writers Guild of America West.   [2019-11-23]. （原始内容存档于2019-11-01）.
4. ↑  Breznican, Anthony. . Vanity Fair. Condé Nast. 2019-11-22  [2019-11-26]. （原始内容存档于2019-12-05）.
5. ↑  Boucher, Geoff. . Deadline Hollywood. Penske Media Corporation. 2018-12-12  [2018-12-12]. （原始内容存档于2019-10-24）.
6. ↑  Boucher, Geoff. . Deadline Hollywood. Penske Media Corporation. 2018-12-12  [2019-12-03]. （原始内容存档于2019-10-24）.
7. ↑  Miller, Liz Shannon. . Vulture. 2019-12-09  [2019-12-09]. （原始内容存档于2019-12-09）.
8. ↑  Cavanaugh, Patrick. . ComicBook.com. 2019-11-23  [2019-12-13]. （原始内容存档于2019-11-27）.
9. ↑   (Youtube). 2020-05-19  [2020-06-30]. （原始内容存档于2020-07-04）.
10. ↑  Spencer, Samuel. . newsweek.com. 2019-12-02  [2020-06-28]. （原始内容存档于2019-12-08）.
11. ↑  The Mandalorian: Chapter 3 [Original Score]在Allmusic上的頁面. [2020-06-30].
12. ↑  . Apple Music. Apple Inc. 2019-11-22  [2019-12-05]. （原始内容存档于2019-11-27）.
13. ↑  . Rotten Tomatoes. Fandango.   [2020-05-05]. （原始内容存档于2020-01-14）.
14. ↑  Hersko, Tyler. . IndieWire. Penske Media Corporation. 2019-11-22  [2019-12-19]. （原始内容存档于2019-12-21）.

## 外部連結
- 官方网站
- 互联网电影数据库上第三章：罪孽的资料（英文）
- Wookieepedia上的相关条目：〈第三章：罪孽〉